# Oliver Muirhead
Oliver Muirhead is een Brits acteur, bekend door zijn rollen als nette Britse heren. In 1986 regisseerde hij de musical A Christmas Held Captive. Naast het acteren heeft hij ook enkele rollen ingesproken, zoals voor P.J. Sparkles en Spider-Man en enkele computerspellen, waaronder Zork: Grand Inquisitor, Dead to Rights, The Hobbit en Eragon.

## Filmografie
| Film      | Film                                         | Film                           | Film                                               |
| Jaar      | Film                                         | Rol                            | Opmerkingen                                        |
| --------- | -------------------------------------------- | ------------------------------ | -------------------------------------------------- |
| 1989      | She's Out of Control                         | Nigel                          |                                                    |
| 1993      | Ghost Brigade                                | Richard Bradley                | Alternatieve titel: The Killing Box en Grey Knight |
| 1996      | Spider-Man: Sins of the Fathers              | The Spot                       |                                                    |
| 1997      | Swimsuit: The Movie                          | Jeremy Hollister               |                                                    |
| 1999      | Austin Powers: The Spy Who Shagged Me        | British Colonel                |                                                    |
| 2000      | MVP: Most Valuable Primate                   | Dr. Peabody                    |                                                    |
| 2002      | Man of the Year                              | Reg                            |                                                    |
| 2005      | Fun with Dick and Jane                       | Account Rep, Grand Cayman Bank | Alternatieve titel: Alternative Career             |
| 2006      | Garfield: A Tail of Two Kitties              | Mr. Greene                     | Alternatieve titel: Garfield 2                     |
| 2007      | Alvin and the Chipmunks                      | Butler                         |                                                    |
| 2007      | National Treasure: Book of Secrets           | Control Room Guard             |                                                    |
| 2008      | An American Carol                            | Neville Chamberlain            |                                                    |
| 2008      | Super Capers                                 | Herbert Q                      |                                                    |
| 2008      | Son of Mourning                              | JBS News Anchor                |                                                    |
| Televisie |                                              |                                |                                                    |
| Jaar      | Titel                                        | Rol                            | Opmerkingen                                        |
| 1989      | Tarzan in Manhattan                          |                                |                                                    |
| 1989      | Jake and the Fatman                          | Mr. Pruitt                     |                                                    |
| 1990-1991 | Who's the Boss?                              | Maitre d' Oliver               |                                                    |
| 1993      | Living Single                                | Waiter                         |                                                    |
| 1994      | Getting By                                   | Niles                          |                                                    |
| 1994      | Married... with Children                     | Mr. Blithers                   |                                                    |
| 1995      | Kirk                                         | Mr.Chumwell                    |                                                    |
| 1995-1996 | Lois & Clark: The New Adventures of Superman | Mr. Sunshine Manager           |                                                    |
| 1996      | Maybe This Time                              | Mr. Nichols                    |                                                    |
| 1996-1997 | Spider-Man                                   | Dr. Jonathan Ohn               |                                                    |
| 1997      | Meego                                        | Mr. McQuidy                    |                                                    |
| 1997-1998 | Unhappily Ever After                         | Mr. Monteleone                 |                                                    |
| 1998      | Suddenly Susan                               | Dr. Hale                       |                                                    |
| 1998      | Seinfeld                                     | Lubeck                         |                                                    |
| 1999      | Kenan & Kel                                  | Waiter                         |                                                    |
| 2000      | The Beach Boys: An American Family           | TV Host                        |                                                    |
| 2000      | Friends                                      | The Jeweler                    |                                                    |
| 2001-2002 | Buffy, the Vampire Slayer                    | Phili                          |                                                    |
| 2003      | The Parkers                                  | Ben                            |                                                    |
| 2003      | Will & Grace                                 | Walter                         |                                                    |
| 2003      | Joan of Arcadia                              | Proctor God                    |                                                    |
| 2004      | Yes, Dear                                    | Coleman                        |                                                    |
| 2005      | Las Vegas                                    | Valet                          |                                                    |
| 2006      | Gilmore Girls                                | Arthur Gordon                  |                                                    |
| 2007      | The Suite Life of Zack & Cody                | Mr. Dwosh                      |                                                    |
| 2007      | Notes from the Underbelly                    | Dr. Bob Jennings               |                                                    |
| 2008      | iCarly                                       | Harry Joyner                   |                                                    |